# 김하준 (샌드애니메이션)
김하준은 대한민국의 샌드애니메이션 작가다.

## 방송
- 코리아 갓 탤런트 1 (2011) - Top10

## 공연
- UN-GGIM 오프닝 공연 (2011)
- 서울 핵안보정상회의 오프닝 공연 (2012)
- 인천 장애인아시안게임 개막식 오프닝 공연 (2014)
- 국제로터리 세계대회 오프닝공연 (2016)
- KBS교향악단 키즈콘서트 : 피터와 늑대 (2018)

## 영화
- 비밀 (2001) - 제작